# Carlos Pereira
Carlos João Pereira (Funchal, 30 de agosto de 1969) é um político e economista português. Atualmente, é deputado à Assembleia da República e vice-presidente do grupo parlamentar do Partido Socialista. Foi também deputado e líder parlamentar do PS na Assembleia Legislativa da Madeira.

## Biografia
Licenciou-se em Economia pelo Instituto Superior de Economia e Gestão (ISEG). Tem duas pós-graduações, uma em Sociologia Rural (Instituto Superiro de Agronomia) e outra em Gestão do Turismo (Universidade da Madeira).
Foi diretor da Sociedade de Desenvolvimento da Madeira, empresa que gere a Zona Franca da Madeira, secretário-geral da Câmara de Comércio e Indústria da Madeira, diretor financeiro e adjunto da administração do Centro de Ciências e Tecnologia da Madeira, professor convidado na Universidade da Madeira entre 1995 e 2008 e fundador e primeiro presidente da delegação regional da Ordem dos Economistas.
Em maio de 2015, publicou o livro A Herança, uma obra sobre a forma como Alberto João Jardim, ex-presidente do Governo Regional da Madeira, escondeu a dívida regional de mais de 6,3 mil milhões de euros.
É consultor independente da Comissão Europeia para o Horizonte 2020, um programa-quadro de financiamento da União Europeia para a investigação e inovação.
A Caixa Geral de Depósitos perdoou uma dívida de 66 000 euros de Carlos Pereira, que foi relator de uma comissão de inquérito ao banco..

### Percurso político
Pereira concorreu, ainda sem filiação partidária, como cabeça-de-lista pelo Partido Socialista (PS) à Câmara Municipal do Funchal em 2005, contra Miguel Albuquerque, o titular na Câmara, do Partido Social Democrata e futuro presidente do Governo Regional da Madeira. O PS ficou em segundo lugar e Pereira foi eleito vereador, acabando o mandato prematuramente em 2007, após decisão judicial, por não ter apresentado a declaração de rendimentos a tempo.
Após o mau resultado do PS nas eleições regionais de março de 2015, Victor Freitas, então presidente regional do partido, demitiu-se e Carlos Pereira foi o único candidato a suceder-lhe. No início de 2018, perdeu a liderança regional do PS para Emanuel Câmara, presidente da Câmara Municipal de Porto Moniz, que prometeu levar como cabeça-de-lista às eleições regionais de 2019 o independente Paulo Cafôfo, então presidente da Câmara do Funchal.

#### Assembleia Regional
Foi eleito deputado à Assembleia Legislativa Regional da Madeira (ALRAM) nas eleições de 2007, 2011 – foi cabeça-de-lista nesse ano – e 2015 – nas quais foi o segundo candidato. Foi presidente do grupo parlamentar do PS–Madeira. Suspendeu o mandato no parlamento regional depois de ser eleito para a Assembleia da República (AR) em 2015. Regressou à ALRAM entre o final de 2017 e o início de 2018, desta feita suspendendo temporariamente o mandato na AR, para estar presente na votação de uma moção de censura ao governo de Miguel Albuquerque.

#### Assembleia da República
Em outubro de 2015, foi eleito para a AR pelo círculo da Madeira, suspendendo o mandato de deputado regional. No Parlamento, é um dos vice-presidentes do grupo parlamentar do PS e pertence às comissões de Assuntos Europeus, de Economia, Inovação e Obras Públicas e de Inquérito à Recapitalização da Caixa Geral de Depósitos e à Gestão do Banco e é suplente da Comissão de Defesa Nacional.
Em abril de 2018, Pereira foi um dos deputados insulares envolvidos numa polémica sobre alegado uso indevido de subsídios públicos, por utilizarem dois subsídios que visavam os mesmos fins. Estes deputados recebiam, por inerência ao cargo, um subsídio de deslocação à respetiva morada fiscal (calculado em função da distância entre o Parlamento e o local de residência), mas levantavam ainda um subsídio atribuído a todos os ilhéus e que cobre parte do preço das viagens aéreas entre os arquipélagos e Portugal Continental.
Voltará a ser o cabeça-de-lista do PS pelo círculo da Madeira nas eleições legislativas de 2019.

## Obras
- A Herança: Saiba Como o Governo da Madeira Escondeu a Dívida (2015). Nova Delphi ISBN 978-989-747-040-0